# Perth, Western Australia
Perth är en stad i Australien. Perth är huvudort och största stad i delstaten Western Australia samt Australiens fjärde största storstadsområde (efter Sydney, Melbourne och Brisbane).

## Historia
Området där Perth nu ligger bosattes av aboriginer från noongarstammen för cirka 40 000 år sedan. Européer anlände för första gången 5 januari 1697 under ledning av flamländaren Willem de Vlamingh via ön Rottnest, där de landstigit månaden innan. Floden som Perth nu ligger vid lät de Vlamingh döpa till Svanfloden (på engelska sedermera Swan River) efter dess svarta svanar. Sällskapet seglade vidare efter att förgäves försökt kontakta urinvånarna i sökandet efter överlevande från Ridderschap van Hollants förlisning 1694.
1829 tog Charles Howe Fremantle området i besittning för Storbritanniens räkning, och James Stirling lät grunda staden under namnet Swan River Colony. Från början beboddes kolonin av fria bosättare, men det var först 1850, då fångar skeppades in som arbetskraft, som staden började växa nämnvärt. Många av Perths äldre byggnader uppfördes av straffarbetande fångar.
Den riktiga befolkningstillväxten dröjde dock till guldruschen med början i mitten på 1880-talet. Denna gjorde att Perths befolkning fyrdubblades på ett decennium. Under 1960-talet upptäcktes nya tillgångar av järnmalm och nickel, och gruvindustrin har sedan dess varit en fortsatt viktig drivkraft för Perths och Western Australias ekonomi och modernisering.

## Geografi
Perth, som ligger över 2 000 km från den närmaste storstaden Adelaide, beskrivs ofta som världens mest isolerade fastlandsstorstad. Själva stadskärnan är relativt koncentrerad i området runt Swan River, medan villaförorter breder ut sig över ett stort område och förenar Perth med dess förstad och hamnstad Fremantle.

## Klimat
Perth har ett subtropiskt medelhavsklimat med varma, torra somrar och en regnig vinterperiod mellan maj och augusti. Nästan varje eftermiddag på sommaren blåser en sjöbris över Perth och kyler ner staden ett par timmar efter ankomsten.
Havstemperaturen är väldigt stabil och det skiljer endast 4 °C mellan den varmaste temperaturen 23 °C i mars och den kallaste temperaturen 19 °C i september.
Normala temperaturer och nederbörd på Perth Airport:
|                                            | Jan | Feb | Mar | Apr | Maj | Jun | Jul | Aug | Sep | Okt | Nov | Dec |
| ------------------------------------------ | --- | --- | --- | --- | --- | --- | --- | --- | --- | --- | --- | --- |
| Normaldygnets maximitemperaturs medelvärde | 32  | 32  | 30  | 26  | 22  | 19  | 18  | 18  | 20  | 23  | 26  | 29  |
| Normaldygnets minimitemperaturs medelvärde | 17  | 17  | 16  | 13  | 11  | 9   | 8   | 8   | 9   | 10  | 13  | 15  |
|                                            |     |     |     |     |     |     |     |     |     |     |     |     |
| Nederbörd                                  | 9   | 15  | 16  | 42  | 101 | 165 | 159 | 118 | 72  | 45  | 26  | 11  |

| Diagram | temperaturer i °C • månadsnederbörd i mm | temperaturer i °C • månadsnederbörd i mm | temperaturer i °C • månadsnederbörd i mm | temperaturer i °C • månadsnederbörd i mm | temperaturer i °C • månadsnederbörd i mm | temperaturer i °C • månadsnederbörd i mm | temperaturer i °C • månadsnederbörd i mm | temperaturer i °C • månadsnederbörd i mm | temperaturer i °C • månadsnederbörd i mm | temperaturer i °C • månadsnederbörd i mm | temperaturer i °C • månadsnederbörd i mm | temperaturer i °C • månadsnederbörd i mm |
|         | 9 32 17                                  | 15 32 17                                 | 16 30 16                                 | 42 26 13                                 | 101 22 11                                | 165 19 9                                 | 159 18 8                                 | 118 18 8                                 | 72 20 9                                  | 45 23 10                                 | 26 13                                    | 11 29 15                                 |

| Jan         | Feb         | Mar         | Apr         | Maj         | Jun         | Jul         | Aug         | Sep         | Okt         | Nov         | Dec         |
| ----------- | ----------- | ----------- | ----------- | ----------- | ----------- | ----------- | ----------- | ----------- | ----------- | ----------- | ----------- |
| 22 °C 72 °F | 22 °C 72 °F | 23 °C 73 °F | 23 °C 73 °F | 22 °C 72 °F | 21 °C 70 °F | 20 °C 68 °F | 19 °C 66 °F | 19 °C 66 °F | 19 °C 66 °F | 20 °C 68 °F | 21 °C 70 °F |

## Demografi

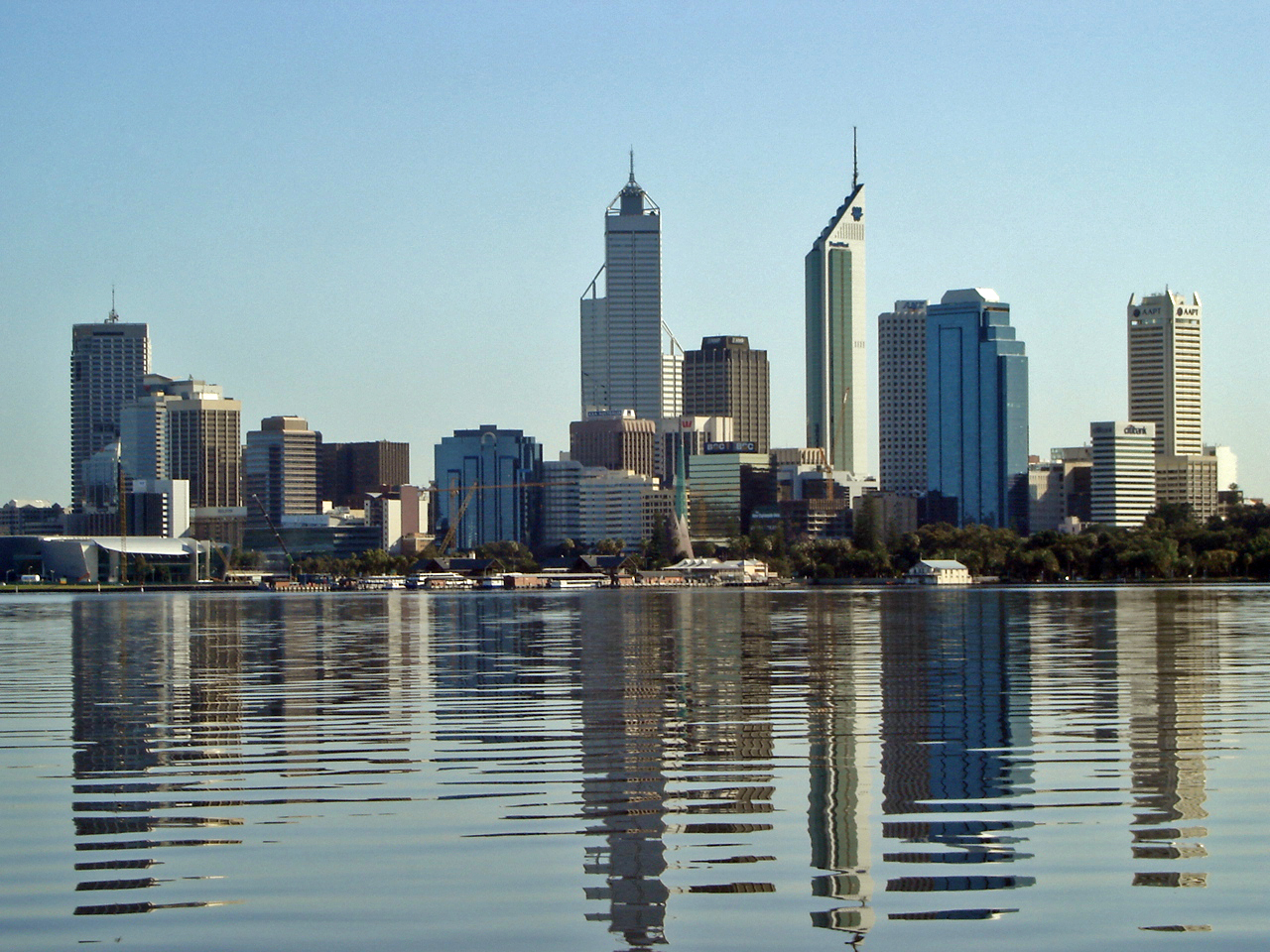
Perths stadskärna sedd från södra banken av Swan River, som fått sitt namn från de svarta svanarna.

Perths befolkning ökade med 1,6 procent mellan 2004 och 2005 till 1 477 815 invånare, vilket utgör tre fjärdedelar av delstatens befolkning och gör staden till Australiens tredje snabbast växande huvudort. Särskilt snabbt växte innerstaden med en befolkningsökning på 13 procent. Över 99 procent av storstadsområdets totala befolkning bor dock utanför stadskärnan, som istället domineras av kontorsbyggnader och affärslokaler.
Enligt 2001 års folkräkning uppgick den kvinnliga befolkningen till 49 procent och den manliga till 51 procent. Knappt 1,5 procent av befolkningen tillhör urbefolkningen. Av dessa är 48 procent under 18 år.
En tredjedel av stadens befolkning är född utomlands. Av de utlandsfödda kommer 37 procent från Storbritannien, åtta procent från Nya Zeeland och fem procent från Italien. Australiskt medborgarskap innehas av 85 procent av invånarna.
Den vanligast förekommande religionen är kristendomen (62 procent), främst katolsk och anglikansk inriktning. 19 procent är icke-religiösa.

## Sevärdheter
- Stadskärnan med sin blandning av skyskrapor och historiska byggnader
- Nöjesdistriktet Northbridge
- Kings Park, en fyra kvadratkilometer stor stadspark med utsikt över staden
- Heirisson Island, en ö i Swan River med frigående känguruer
- Djurparken Perth Zoo
- Stränderna Cottesloe, Scarborough och City Beach
- Förstaden Fremantle och Rottnest Island

## Kommunikationer

### Flyg
Flygplatsen Perth Airport (IATA: PER, ICAO: YPPH) ligger en mil öster om staden och har två rullbanor med tre terminaler för inrikes, utrikes respektive blandade flygningar. Jandakot Airport (IATA: JAD, ICAO: YPJT) är en mindre flygplats två mil söder om staden med tre rullbanor för lättare flygtrafik, inklusive trafik för polis, sjukvård och brandförsvar.

### Vägar
Perth har tre motorvägar. Mitchell Freeway förbinder Perth med förstaden Joondalup 25 kilometer norr om staden, Kwinana Freeway leder fyra mil söderut mot förstaden Rockingham och den fem kilometer långa Graham Farmer Freeway förbinder staden med de östra närförorterna söder om Swan River.
Det finns också ett antal stora och viktiga motorleder. Great Northern Highway är Australiens längsta i sitt slag och sträcker sig över 3 200 kilometer norrut mot Port Hedland, Broome och Wyndham. Great Eastern Highway går österut mot Kalgoorlie-Boulder och vidare till Norseman, där Eyre Highway tar vid mot Adelaide över Nullarborslätten. Albany Highway och South Western Highway leder ner mot sydkusten.

### Allmänna kommunikationer

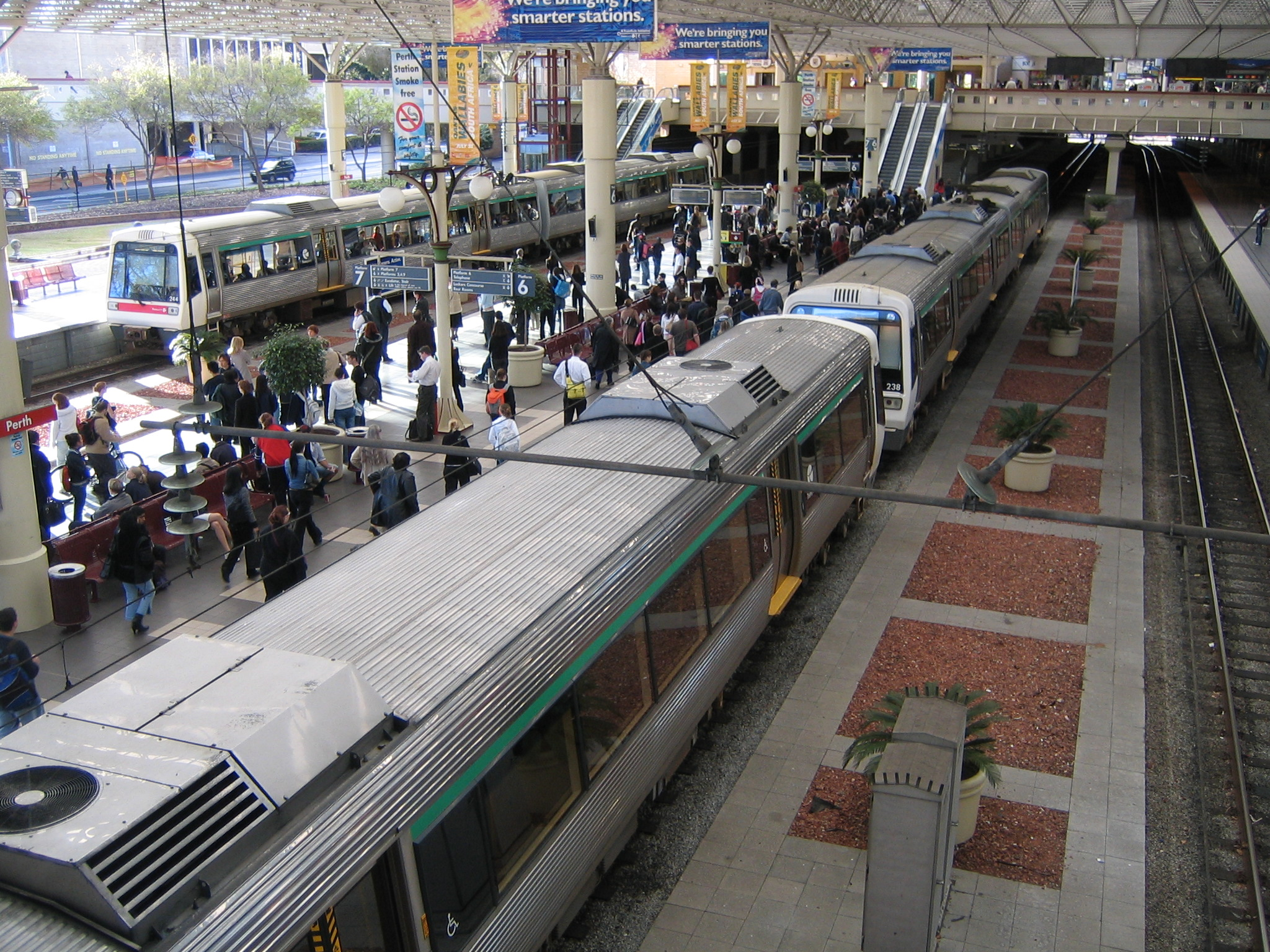
Perth Railway Station

Allmänna kommunikationer omfattar pendeltåg, bussar och färjor och drivs av Transperth. Bussarna i innerstaden är gratis och kallas CATS (Central Area Transit Services).  Det finns även regionala och nationella järnvägslinjer. Mest känd är över 4 300 kilometer långa Indian Pacific Railway till Adelaide och Sydney. Även godstågtrafik förekommer.

### Sjöfart
Fremantle är Perths hamnstad och trafikeras av både containerfartyg och passagerarfartyg.

## Kultur
Perth anses ha Australiens största nationaldagsfirande med en fyrverkeriföreställning över floden som varje år lockar uppskattningsvis en halv miljon åskådare.
Symfoniorkestern West Australian Symphony Orchestra har konserthuset i Perth som hemmascen, men turnerar också i delstatens mer avlägsna delar. Staden har också en opera och flera mindre körsällskap.
Perths främsta teater är His Majesty's Theatre, byggd 1904. Bland stadens övriga teaterscener märks Playhouse och Regal Theatre.
Skådespelaren Heath Ledger och fotomodellen Gemma Ward är båda födda i Perth.
Perth har på grund av sin geografiska isolering ofta svårt att locka stora artister, med undantag för den turnerande populärmusikfestivalen Big Day Out och den lokala rockmusikfestivalen Rock-It.
Rockbandet INXS hade under en del av sin tidiga karriär Perth som hemstad, och AC/DC:s sångare Bon Scott växte upp och begravdes i förstaden Fremantle.
Drum and bass-artisterna Greg Packer och Pendulum kommer också från Perth.
Sångaren, kompositören, bildkonstnären och TV-personligheten Rolf Harris är född i Perth.
Det psykedeliska rockbandet Tame Impala kommer från Perth.

## Sport
Sedan 1988 har Perth arrangerat den internationella tennisturneringen Hopman Cup och Australienrallyt, en deltävling i Rally-VM. 2006 års Australienrally var dock det sista, efter att Western Australias turistråd sagt upp kontraktet med FIA.
Några kilometer väster om Perth ligger Subiaco Oval (även kallad Subi) som är hemmaarenan för West Coast Eagles och Fremantle Football Club. Båda lagen spelar i Australian Football League.
Staden arrangerade brittiska samväldesspelen 1962.

## Utbildning
Det finns fem universitet i Perth:
- Curtin University of Technology
- Edith Cowan University
- Murdoch University
- University of Notre Dame
- University of Western Australia

Perth har även en mängd andra institutioner för högre utbildning under benämningarna college och TAFE (Technical and Further Education).

## Vänorter
Perth har följande vänorter:
- Chengdu, Kina, sedan 2010
- Houston, USA, sedan 1984
- Kagoshima, Japan, sedan 1974
- Megisti, Grekland, sedan 1984
- Nanjing, Kina, sedan 1998
- Rhodos, Grekland, sedan 1984
- San Diego, USA, sedan 1987
- Taipei, Taiwan, sedan 1999
- Vasto, Italien, sedan 1989

Perth har även samarbete med:
- Perth, Storbritannien
- Seocho-gu, Sydkorea, sedan 2008